# Гомін (хор)
Львівський муніципальний хо́р «Го́мін» — професійний музичний колектив, створений з метою популяризації хорового мистецтва, втілення найкращих практик і досягень у царині української музики. Хор працює з великим пластом музичної культури, оживляє її та надихає людей, відкриваючи красу хорового співу широкому колу слухачів. Одне з ключових завдань колективу – відкривати слухачам красу української пісні.

## Історія
Хор «Гомін» засновано 1988 року. Засновник хору — Олег Цигилик — заслужений діяч мистецтв України, доцент кафедри диригування та сольного співу Львівської музичної академії ім. Миколи Лисенка.
За свою понад 30-річну історію провів десятки успішних виступів в Україні та за кордоном, популяризуючи українську хорову музику (у США, Франції, Німеччині, Польщі, Чехії, Великобританії, Сербії, Іспанії та Швеції), ставав лауреатом численних хорових конкурсів, зокрема національного конкурсу імені Миколи Леонтовича (1989), конкурсу імені Станіслава Людкевича, конкурсу імені Дениса Січинського, конкурсів-фестивалів «Просвіта» та «Хортиця-91». Муніципальний хор «Гомін» також є дипломантом міжнародного хорового конкурсу у місті Торевʼєха (Іспанія).
Спільно з Управлінням культури Львівської міської ради хор «Гомін» неодноразово виступав організатором культурно-просвітницьких акцій за кордоном, а також хорових фестивалів у Львові: Міжнародного фестивалю хорової музики «Львівські зустрічі» та Регіонального хорового фестивалю «Хваліте Господа з небес».

## Репертуар
Репертуар хору широкий, його складають пісні українських композиторів, народні та повстанські пісні, твори хорових композиторів Європи та Америки, сучасна музика. Серед улюблених публікою програм хору “Гомін” – різдвяні концерти з українських та світових колядок, духовна музика українських композиторів, патріотичні програми та оригінальні програми сучасної музики. Колектив є постійним учасником памʼятних, урочистих та святкових заходів, організованих Львівською міською радою.
Муніципальний хор «Гомін» виконав одну з композицій із саундтреку до серіалу «Чорнобиль» від телеканалу HBO, премʼєра якого відбулась 2019 року. Твір, який звучав в останній серії фільму, називається «Вічная пам’ять».

## Львівський органний зал
Із 2023 року хор «Гомін» увійшов до складу Львівського органного залу з метою синергії зусиль, досвіду і практик обох організацій. З серпня 2023 року головним дириґентом та художнім керівником хору став Вадим Яценко, під керівництвом якого «Гомін» в оновленому складі у жовтні цього ж року успішно представив Україну на Міжнародному хоровому фестивалі у місті Лунд (Швеція).
На сцені Львівського органного залу муніципальний хор регулярно презентує нові програми та бере участь у спільних проєктах з солістами Органного залу, Академічним симфонічним оркестром Луганської обласної філармонії, а також запрошеними дириґентами. Записи з виступів хору регулярно зʼявляються на YouTube-каналі Ukrainian Live Classic.

## Візія хору
Позитивно впливаємо на людей через найкращі здобутки хорового мистецтва.